# Kibbo
Kibbo (ou Kibo) est une localité du Cameroun située dans le département du Donga-Mantung et la Région du Nord-Ouest, à proximité de la frontière avec le Nigeria. Elle fait partie de la commune de Misaje.

## Population
En 1970 la localité comptait 395 habitants, principalement du clan Misaje.
Lors du recensement de 2005, 891 personnes y étaient dénombrées.
On y parle notamment le ncane, une langue béboïde de l'Est.